# Wirral (halvö)

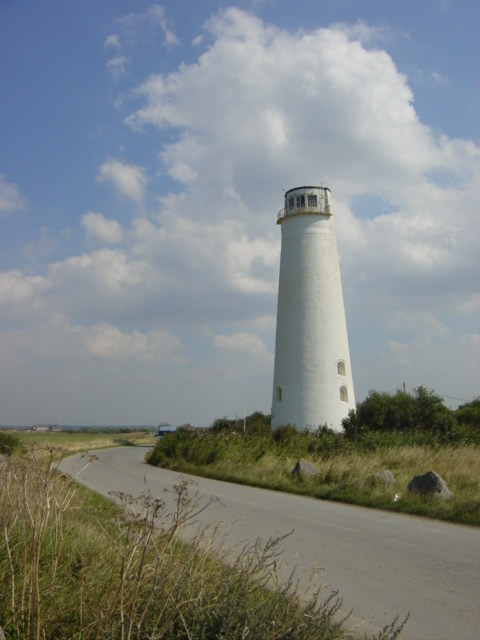
Fyren Leasowe

Wirral är en halvö i England i  Storbritannien.
Fyren Leasowe uppfördes 1763 och är den äldsta fyren som är murad i tegel på de brittiska öarna.